# Кузмак, Евсей Маркович
Евсе́й Ма́ркович (Абра́мович-Бе́рович) Кузма́к (25 августа 1900, Киев — 7 января 1980, Москва) — советский учёный, специалист в области нефтяного машиностроения и аппаратостроения. Доктор технических наук (1939), профессор Московского нефтяного института им. И. М. Губкина (1940).

## Биография
Родился в 25 августа 1900 года в Киеве. С 1909 по 1917 год учился в Киевском коммерческом училище, однако в дальнейшем заинтересовался техникой. В 1922 году он окончил Киевский политехнический институт, защитив дипломный проект на тему «Курьерский паровоз с пароперегревателем системы Ноткина».
После окончания института Е. М. Кузмак работал в Киеве техником-практикантом на железной дороге, затем переехал в Москву, где работал заведующим литейным цехом на 4-м государственном заводе (ЦУГАЗ). С 1924 года работал инженером по производству оборудования в Московском машиностроительном тресте, затем заведующим производством на заводе «Котлоаппарат» (который позднее был переименован в «Компрессор»). С 1931 по 1933 год — начальник сварочного производства в Главтрансмаше. С 1933 по 1940 год — заведующий сварочной лабораторией в Центральном научно-исследовательском институте технологии машиностроения (ЦНИИТмаш).
В 1933 году Е. М. Кузмак начал преподавать в Московском нефтяном институте в должности доцента кафедры транспорта и хранения нефти. С 1940 года — профессор кафедры технологии металлов. Читал курс лекций по технологии аппаратостроения. Был инициатором создания учебной сварочной лаборатории при институте.
В 1937 году Е. М. Кузмак принимал участие в изготовлении рубиновых звёзд на башнях Московского Кремля. Он разработал технологию сварки каркасов и руководил этими работами.
В 1937 году Е. М. Кузмак защитил кандидатскую диссертацию, а в 1939 году докторскую диссертацию по теме «Вопросы шихтования электродных покрытий для дуговой электросварки углеродистых сталей». В 1941 году ему было присвоено звание профессора.
В годы Великой Отечественной войны Московский нефтяной институт был эвакуирован в Уфу. Там Е. М. Кузмак возглавлял кафедру технологии металлов и нефтяного машиностроения, временно исполнял обязанности заместителя директора института по учебной и научной работе.
Кафедрой технологии нефтяного аппаратостроения и горячей обработки металлов Е. М. Кузмак руководил до 1973 года. С 1973 по 1980 год Е. М. Кузмак работал на этой кафедре в должности профессора-консультанта.
В Национальном комитете по сварке при АН СССР много лет возглавлял комиссию № 11 «Котлы, сосуды под давлением и трубопроводы».

## Направления деятельности и достижения
С 1943 года Е. М. Кузмак занимался разработкой твёрдых сплавов для буровых долот. Исследовал природу изнашивания буровых долот. Разработал ряд технологий, основанных на поверхностном оплавлении металла токами высокой частоты, а также на использовании твердосплавных добавок. Разработанные им промышленные технологии были внедрены в СССР на ряде заводов.
Е. М. Кузмак исследовал проблему свариваемости сталей: проводил термокинетический анализ реакции сталей на термический цикл сварки, оценку технологической прочности, хладостойкости и коррозионной стойкости сварных соединений. Коллектив учёных под руководством Е. М. Кузмака провёл масштабные исследования закономерностей воздействия теплового поля при сварке на структуру металла шва. Результаты этих исследований были внедрены на заводе нефтяного машиностроения им. Петрова (Волгоград), Челябинском трубном заводе, Уральском заводе химического машиностроения, заводе «Дзержинскхиммаш» и других советских заводах.

## Семья
- Жена — Софья Израилевна Кузмак (1901—1940), актриса еврейского театра.
  - Сын — доктор технических наук Георгий Евсеевич Кузмак (1930—1974), учёный в области механики космического полёта и прикладной математики, автор монографий «Динамика неуправляемого движения летательных аппаратов при входе в атмосферу» (М.: Наука, 1970), «Оптимальные перелёты космических аппаратов с двигателями большой тяги» (М.: Наука, 1976).
- Вторая жена — Софья Германовна Кузмак (ур. Ермолова, 1910—1986), преподаватель английского языка.
  - Сын — Александр Евсеевич Кузмак (род. 1944), химик, заведующий сектором в Институте физической химии и электрохимии РАН имени А. Н. Фрумкина, кандидат физико-математических наук, соавтор монографии «Коррозия и защита крепёжных изделий нефтегазопромыслового оборудования» (1983).
    - Внук — Александр Александрович Кузмак, тележурналист.

## Труды
- Кузмак Е. М. Технологии нефтяного аппаратостроения. — М.: Гостоптехиздат, 1947. — 365 с.
- Кузмак Е. М., Курдин А. И., Ческис Х. И. Технология оснащения твёрдыми сплавами долот для бурения. — М.: Гостоптехиздат, 1954. — 169 с.
- Кузмак Е. М. Основы технологии нефтяного аппаратостроения. 2-е изд. — М.: Гостоптехиздат, 1958. — 347 с.
- Кузмак Е. М. Основы технологии аппаратостроения. 3-е изд. — М.: Недра, 1967. — 468 с.
- Кузмак Е. М., Кошелев Н. Н., Хакимов А. Н., Яшунская Т. В., Мотус Э. П. Применение термически упрочнённых низколегированных сталей для объектов нефтяной и газовой промышленности. — М.: Недра, 1977. — 287 с.

## Награды
- Орден Трудового Красного Знамени (1948)
- Медаль «За доблестный труд в годы Великой Отечественной войны» (1945)